# GRAKOM - Kommunikationsindustrien
|  | Sammenskrivningsforslag Artiklerne GRAKOM - Kommunikationsindustrien, GRAKOM - Kommunikationsindustrien er foreslået sammenskrevet. (Siden januar 2022) Diskutér forslaget |

GRAKOM - Kommunikationsindustrien er en dansk erhvervsorganisation, der repræsenterer over 500 virksomheder specialiseret i trykt og digital kommunikation, og omfatter en lang række  brancheforeninger.  Desuden står GRAKOM bag arbejdsgiverforeningen GRAKOM Arbejdsgivere.
Administrerende direktør er Thomas Torp. Formand for bestyrelsen er Jesper Jungersen, direktør i Aller Tryk.
Organisationens administration har til huse i Odense og København.

## Historie
GRAKOM - Kommunikationsindustrien har som forening rødder, der strækker sig tilbage til 1875. Foreningen har undergået flere fusioner gennem årene, og har bl.a. heddet Grafisk Arbejdsgiverforening frem til 2015. Her blev det ændret, da det ikke længere var dækkende for organisationens medlemmer, der i stigende grad beskæftigede sig med kommunikation i en bredere forstand end blot den grafiske. I 2015 skiftede organisationen derfor navn til GRAKOM - Grafisk kommunikation og medier. Det blev i 2021 ændret til GRAKOM - Kommunikationsindustrien. 

## GRAKOM Arbejdsgivere
Under erhvervsorganisationen GRAKOM hører også arbejdsgiverforeningen GRAKOM Arbejdsgivere, der er medlem af Dansk Arbejdsgiverforening. GRAKOM Arbejdsgivere er part i tre kollektive overenskomster:  
- Den grafiske overenskomst indgået mellem HK/Privat, 3F, Danske Mediers Arbejdsgiverforening og GRAKOM Arbejdsgivere.
- Funktionæroverenskomsten indgået mellem HK/Privat og GRAKOM Arbejdsgivere.
- Serigraf- og digitalprintoverenskomsten indgået mellem HK/Privat og GRAKOM Arbejdsgivere.